# Heinrich Johann Barthel
Heinrich Johann Barthel (* Ende des 19. Jahrhunderts; † im 20. Jahrhundert) war ein deutscher Tischler und Politiker (SPD).

## Biografie
Barthel besuchte die Volksschule und absolvierte eine Tischlerlehre. Er war danach als Tischler und von 1895 bis 1922 als Gastwirt und Einzelhändler tätig.
Barthel war Mitglied in der SPD. Von 1899 bis 1905 war er in der 11. bis 12. Legislaturperiode Abgeordneter der Bremischen Bürgerschaft.